# Mitella formosana
Mitella formosana är en stenbräckeväxtart som först beskrevs av Bunzo Hayata, och fick sitt nu gällande namn av Masamune. Mitella formosana ingår i släktet Mitella och familjen stenbräckeväxter. Inga underarter finns listade i Catalogue of Life.